# Ametropalpis
Ametropalpis é um gênero de traça pertencente à família Arctiidae.

## Espécies
Ametropalpis nasuta Mabille 1884